# Comet Stone
De Comet Stone, in het Nederlands de komeetsteen, is een staande steen oftewel menhir uit het neolithicum, staande bij het Loch of Stenness ten zuidoosten van de Ring of Brodgar op Mainland, een van de Schotse Orkney-eilanden. De megaliet maakt deel uit van het werelderfgoed Heart of Neolithic Orkney.

## Naamgeving
De naam Comet Stone is wellicht gegeven in de negentiende eeuw door amateurarcheologen, die de Ring of Brodgar zagen als een tempel van de zon en de alleenstaande steen nabij als een steen die eromheen cirkelde als een komeet.

## Situering
Op 137 meter ten zuidoosten van de Ring of Brodgar staat de Comet Stone op een plateau, dat zich bevindt op een stuk land dat bekendstaat als de Ness of Brodgar en gelegen is tussen het Loch of Stenness en het Loch of Harray.

## Beschrijving
De Comet Stone is een rechthoekige steen van 1,75 meter hoog, 76 centimeter breed en 29 centimeter dik. De hoofdas van de steen ligt in de lijn noordwest-zuidoost.
De steen is geplaatst op een rond plateau van 13,7 meter bij 12,8 meter groot en 0,8 meter hoog.
Op dit plateau bevinden zich de stompen van twee andere stenen. De eerste 2,67 meter naar het noordwesten en de tweede ten zuidwesten daarvan. Vanwege deze twee afgebroken stenen wordt weleens aangenomen dat de Comet Stone wellicht deel uitmaakte van een steencirkel, gesitueerd op het plateau.
Het is mogelijk dat de Comet Stone, samen met een aantal andere stenen zoals de Watch Stone en de in 1814 vernietigde Odin Stone onderdeel waren van een avenue tussen de Ring of Brodgar en de Stones of Stenness.

## Folklore
Het verhaal gaat dat de Comet Stone een in steen veranderde reus is, en wel een violist die een groep dansende reuzen begeleidde. Toen de zon opkwam, veranderden zij allen in steen. De dansende reuzen veranderden in de stenen van de Ring of Brodgar.